# Australische Frauen-Cricket-Nationalmannschaft in Irland in der Saison 2015
Die Tour der australischen Frauen-Cricket-Nationalmannschaft nach Irland in der Saison 2015 fand vom 19. bis zum 22. August 2022 statt. Die internationale Cricket-Tour war Bestandteil der Internationalen Cricket-Saison 2015 und umfasste drei WTwenty20s. Australien gewann die Serie 3–0.

## Vorgeschichte
Australien bestritt parallel eine Tour in England, für Irland war es die erste Tour der Saison. Das letzte Aufeinandertreffen der beiden Mannschaften bei einer Tour fand in der Saison 2005 in Irland statt.

## Stadien
Die folgenden Stadien wurden für die Tour als Austragungsort vorgesehen.
| Stadion                  | Stadt  | Kapazität | Spiele       |
| ------------------------ | ------ | --------- | ------------ |
| YMCA Cricket Club Ground | Dublin | 2.000     | 1. – 3. WT20 |

## Kaderlisten
Australien benannte seinen Kader am 1. Juni 2015.
| WTwenty20 | WTwenty20 |
| Irland | Australien |
| --- | --- |
| - Isobel Joyce (K) - Laura Delany - Kim Garth - Cecelia Joyce - Shauna Kavanagh - Amy Kenealy - Gaby Lewis - Robyn Lewis - Louise McCarthy - Ciara Metcalfe - Lucy O’Reilly - Clare Shillington - Elena Tice - Mary Waldron (wk) | - Meg Lanning (K) - Alex Blackwell (VK) - Kristen Beams - Nicole Bolton - Jess Cameron - Sarah Coyte - Rene Farrell - Holly Ferling - Grace Harris - Alyssa Healy (wk) - Jess Jonassen - Erin Osborne - Ellyse Perry - Megan Schutt - Elyse Villani |

## Women’s Twenty20 Internationals

### Erstes WTwenty20 in Dublin
| 19. August Scorecard | Dublin (CR) | Australien 140-5 (20)          | – | Irland 115-8 (20) |
|                      |             | Australien gewinnt mit 25 Runs |   |                   |

Irland gewann den Münzwurf und entschied sich als Feldmannschaft zu beginnen.

### Zweites WTwenty20 in Dublin
| 21. August Scorecard | Dublin (CR) | Australien 131-6 (20)          | – | Irland 76-7 (20) |
|                      |             | Australien gewinnt mit 55 Runs |   |                  |

Australien gewann den Münzwurf und entschied sich als Schlagmannschaft zu beginnen.

### Drittes WTwenty20 in Dublin
| 22. August Scorecard | Dublin (CR) | Australien 186-1 (20)          | – | Irland 87-7 (20) |
|                      |             | Australien gewinnt mit 99 Runs |   |                  |

Australien gewann den Münzwurf und entschied sich als Schlagmannschaft zu beginnen.

## Auszeichnungen

### Player of the Series
Als Player of the Series wurden der folgende Spieler ausgezeichnet.
| Serie | Player of the Series |
| ----- | -------------------- |
| WT20  | Grace Harris         |